# 布雷尼希米倫巴赫河

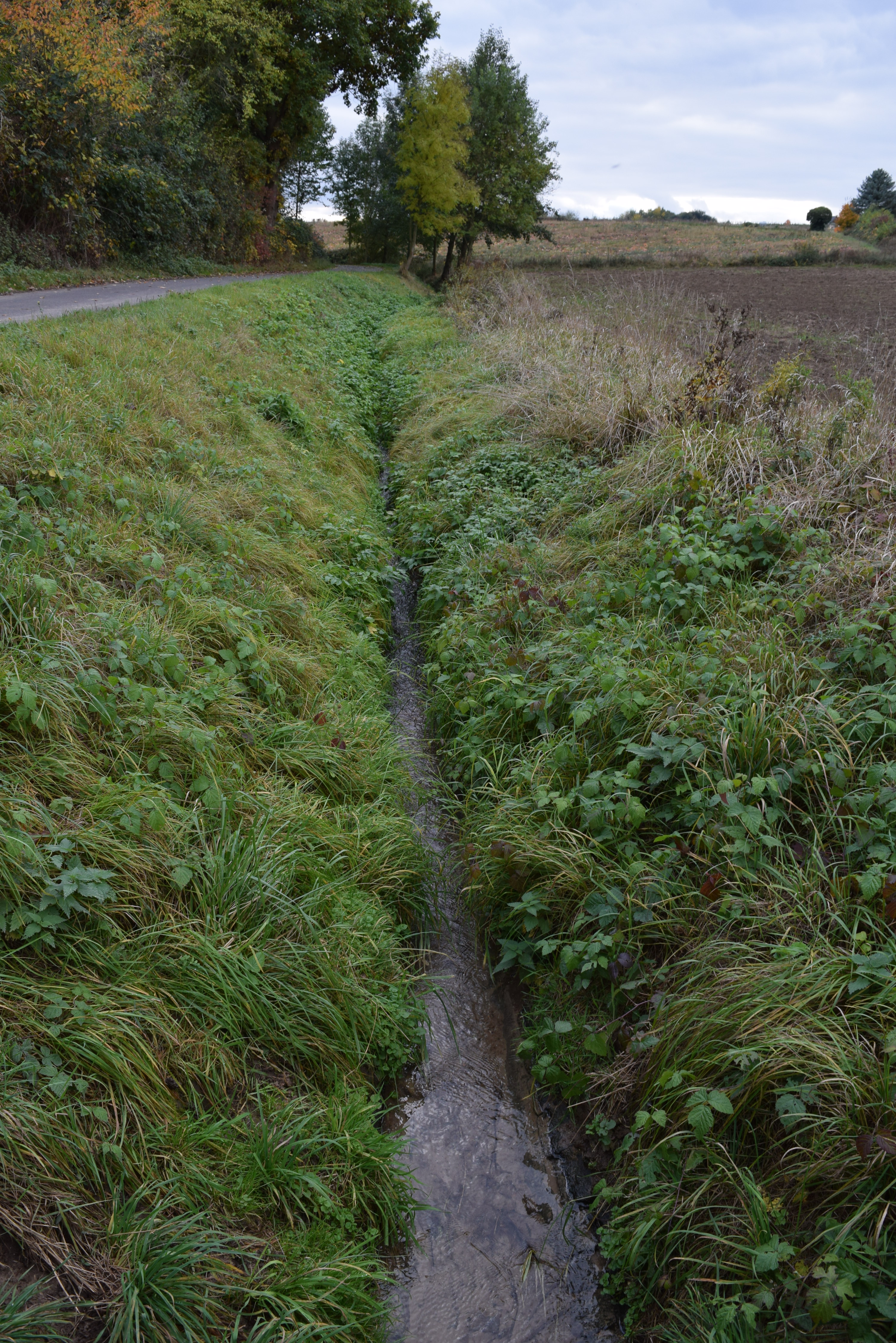

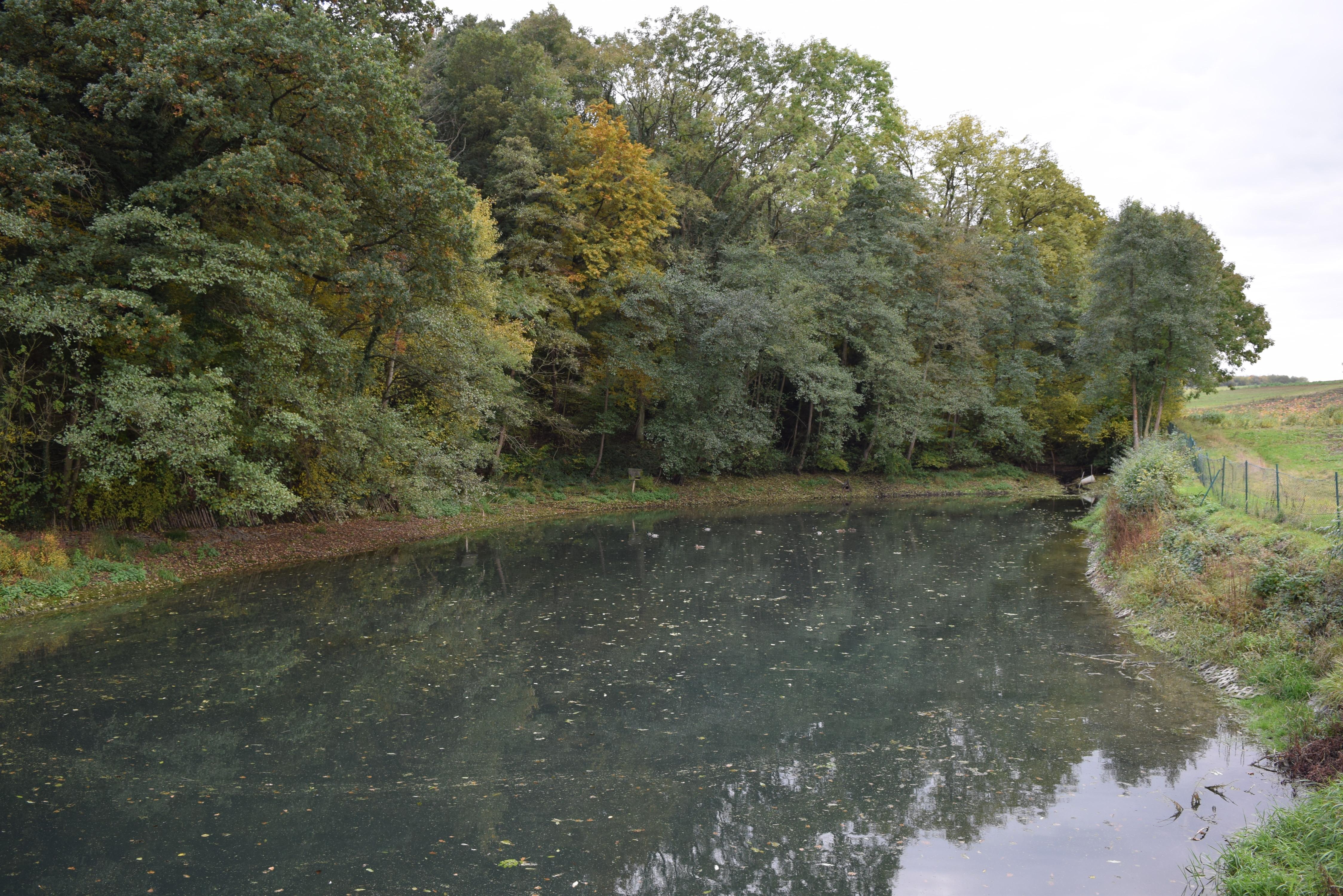

50°46′21″N 6°59′42″E / 50.772374°N 6.994914°E
布雷尼希米倫巴赫河（德語：Breniger Mühlenbach），是德國的河流，位於該國西部，流經北萊茵-威斯特法倫州，屬於阿爾夫特博恩海姆巴赫河的左支流，河道全長3.9公里。